# Taht alshajra
Under the Fig Trees (Originaltitel Taht el Karmouss beziehungsweise Taht alshajra (arabisch تحت الشجرة, DMG Taḥta š-šaǧara)) ist ein Filmdrama von Erige Sehiri, das im Mai 2022 bei den Cannes Filmfestspiele 2022 seine Premiere feierte. Under the Fig Trees wurde von Tunesien als Beitrag für die Oscarverleihung 2023 als bester Internationaler Film eingereicht.

## Handlung
Für Malek, Fidé, Sana und Mariem sind die langen Arbeitstage auf den Feldern im Sommer eine Möglichkeit, ihre Familien zu unterstützen, doch vor allem auch um zusammen zu sein und der Monotonie ihres Landlebens zu entfliehen. Die vier Teenager finden immer einen Weg, sich zu amüsieren, manchmal auf Kosten anderer, insbesondere der älteren Arbeiter.

## Produktion
Regie führte Erige Sehiri, die gemeinsam mit Ghalya Lacroix und Peggy Hamann auch das Drehbuch schrieb.
Feten Fdhili spielt Malek, Fide Fdhili Fidé, Ameni Fdhili Sana und Samar Sifi Mariem.
Die Premiere erfolgte am 21. Mai 2022 bei der Quinzaine des réalisateurs der Internationalen Filmfestspiele von Cannes und in der Semaine de la Critique gezeigt. Ende Juni 2022 wurde Under the Fig Trees beim Filmfest München gezeigt und Anfang Juli 2022 beim Internationalen Filmfestival Karlovy Vary in der Sektion Horizons. Im August 2022 wird er beim Melbourne International Film Festival vorgestellt und im September 2022 beim Toronto International Film Festival. Hiernach wird er beim Festival International du Film Francophone de Namur gezeigt. Im Oktober 2022 wird er beim Chicago International Film Festival und bei der Viennale gezeigt. Im Dezember 2022 soll er in Berlin bei Around the World in 14 Films gezeigt werden. Ebenfalls im Dezember 2022 erfolgten Vorstellungen beim Red Sea International Film Festival. Im Januar 2023 wurde er beim Palm Springs International Film Festival vorgestellt.

## Rezeption

### Kritiken
Die bei Rotten Tomatoes aufgeführten Kritiken sind alle positiv bei einer durchschnittlichen Bewertung mit 7,8 von 10 möglichen Punkten.

### Auszeichnungen
Under the Fig Trees wurde von Tunesien als Beitrag für die Oscarverleihung 2023 in der Kategorie Bester Internationaler Film eingereicht. Im Folgenden weitere Auszeichnungen und Nominierungen.
Chicago International Film Festival 2022
- Nominierung im New Directors Competition (Erige Sehiri und Taht el Karmouss)

Festival International du Film Francophone de Namur 2022
- Auszeichnung als Bester Film mit dem Golden Bayard[14]

Mostra de València-Cinema del Mediterrani 2022
- Auszeichnung für die Beste Filmmusik (Amin Bouhafa)[15]

Tromsø Internasjonale Filmfestival 2023
- Nominierung im Wettbewerb[16]